# 八度和音
《變調的旋律》（日语：オクターヴ），又譯《八度和音》是女性漫畫家秋山春的百合漫畫作品。於月刊Afternoon上刊載的作品。

## 故事簡介
宮下雪乃從小就愛看電視，夢想成為螢幕那一邊世界的人。15歲就離鄉別井加入演藝界，成為四人組合「She'sN」的一員。可惜組合很快就解散，雪乃返回鄉間，卻不為眾人接受。為要把過去埋沒，雪乃輟學隻身返回東京，在自助洗衣店裏遇上了岩井節子。兩人由相識，到肌膚相親，最後發展成熱戀的情侶。

## 登場人物

### 主要人物
宮下雪乃
主角，18歲，曾是組合「She'sN」的一員，後來解散。因發現岩井節子與自己有類似的經歷而與她相識。現在在以前的經理人公司任職見習經理人，與岩井節子是戀人。
岩井節子
主角，22歳，曾是二人組合「Fennel」（フェンネル）的作曲兼結他手，後來解散。現任自由作曲家，與宮下雪乃熱戀中。有一弟弟，討厭被人說跟弟弟長得相像。

### 與雪乃相關的人
鴨田綾子
18歳，雪乃高中同學和好友，擅長羽毛球。少數知道雪乃和節子相戀的人，卻對她們的事表示反對。
來栖千里
「She'sN」的成員之一，組合解散後仍繼續演藝事業，現已是一線的紅歌星。在「She'sN」時期藝名是：「須藤美香」，和雪乃是好友。
村越
雪乃現在在藝能公司的上司，以前是『She'sN』的經理人。
詩織
18歲，雪乃所在藝能公司的新人，經理人是雪乃。同性戀者。
長谷部奈緒
「She'sN」的成員之一。18歲。團體解散後，目前是AV界的新人女優。
愛
「She'sN」的成員之一。團體解散後，目前就讀大學，但有休學想法。

### 與節子相關的人
岩井真利
22歳，岩井節子異卵雙生的弟弟，與節子長得十分相似。故事開始時經營着自助洗衣店，後因赤字而結業，現自由打工中。
之後自助洗店經營困難倒閉，到伊豆的溫泉旅館就業。
紺野啓
節子的前情人，夢想成為職業的音樂人，現在仍會協助節子的作曲工作。
理沙
是節子「Fennel」時期的一起組隊的成員。
現在是下北澤一間咖啡廳『arianna』的店長。

### 其他
葛西祐一
雜誌編輯。曾與雪乃發生關係。
大澤
真利的友人，夢想成為廚師開一間餐廳，喜歡雪乃。在義大利餐廳做助手。
前偶像御宅。

## 出版書籍
| 冊數 | 講談社        | 講談社                 | 東立出版社    | 東立出版社             |
| 冊數 | 發售日期      | ISBN                   | 發售日期      | ISBN                   |
| ---- | ------------- | ---------------------- | ------------- | ---------------------- |
| 1    | 2008年8月22日 | ISBN 978-4-06-314518-2 | 2009年8月10日 | ISBN 978-986-10-4053-0 |
| 2    | 2009年2月23日 | ISBN 978-4-06-314551-9 | 2009年8月10日 | ISBN 978-986-10-4054-7 |
| 3    | 2009年8月21日 | ISBN 978-4-06-314584-7 | 2009年12月7日 | ISBN 978-986-10-4346-3 |
| 4    | 2010年2月23日 | ISBN 978-4-06-310632-9 | 2010年7月2日  | ISBN 978-986-10-5365-3 |
| 5    | 2010年8月23日 | ISBN 978-4-06-310687-9 | 2011年2月25日 | ISBN 978-986-10-6165-8 |
| 6    | 2011年1月21日 | ISBN 978-4-06-310727-2 | 2011年9月19日 | ISBN 978-986-10-7224-1 |

## 外部連結
- （日語）漫畫官網－講談社
- （日語） ホーム of 秋山はるのウェブページ－作者的公式網站
- （繁體中文）東立代理版漫畫官網